# 죽산 박씨
죽산 박씨(竹山朴氏)는 경기도 안성시 죽산면을 본관으로 하는 한국의 성씨이다.

## 죽산 박씨 역사
죽산박씨竹山朴氏는 신라 54대 경명왕의 넷째 아들(죽성대군=박언립朴彦立)의 아들 박기오(朴奇悟)가 태조 왕건을 도와 고려 창업에 공을 세워 삼한벽상공신(三韓壁上功臣)으로 태보(太保) 삼중대광(三重大匡)에 올라 죽주백(竹州伯)에 봉해 지므로 죽주(竹州=현재竹山)지역을 식읍으로 하사받아 죽산(竹州=竹山)을 본관으로 삼게 되었다. 고려시대 죽주(竹州)지역은 현재, 경기도 안성시 지역을 말하며 고려시대 죽주박씨竹州朴氏는 현재, 죽산박씨竹山朴氏라 부른다. 죽산박씨 시조(박기오朴奇悟)의 할아버지는 신라54대 경명왕이며 아버지는 경명왕의 넷째아들 죽성 대군(박언립)이다.

## 본관
죽주(竹州)는 용인군과 안성군 일부에 속해 있던 옛 지명으로 본래 고구려의 개차산군(皆次山郡)이었는데 신라 경덕왕 때 개산군(介山郡)으로 고쳤다가 고려 초에 죽주(竹州)로 고치고, 995년(고려 성종 14)에 단련사(團練使)를 두어 음평(陰平) 또는 연창(延昌)이라 하였으며 현종(顯宗)때 광주(廣州)로 속하였다. 1413년(조선 태종 13)에 죽산(竹山)으로 개칭하여 감무(監務)를 두었고, 1895년(고종 32) 군(郡)이 되었다가 1913년 원일면과 근삼면 일부는 용인군에 합해지고 나머지 지역은 안성군에 합해졌다.

### 본관명 변천
- 죽성 박씨(竹城 朴氏) - 죽성대군, 신라 말기
- 죽주 박씨(竹州 朴氏) - 죽주 식읍, 고려 초기
- 죽산 박씨(竹山 朴氏) - 현재, 죽성박씨,죽주박씨,죽산박씨는 시대(역사)변천에 따라

http://juksan.com

## 죽산박씨 분파
죽산박씨 충질공파忠質公派(파조:朴挻㽔박정유) 후손에서 죽산박씨 철성백파(파조:鐵城伯派박서朴犀. 음성박씨, 고성박씨, 철성박씨)로 분파되고, 충질공파忠質公派박정유 동생이 박정혁으로 소경공파少卿公派(파조:朴挺奕박정혁)가 된다.
죽산박씨 충질공파忠質公派(파조:朴挻㽔박정유)와 후손 철성백파(박서朴犀, 음성박씨,고성박씨,철성박씨)를 제외하면, 죽산박씨 소경공파少卿公派(박정혁朴挺奕) 후손에서 아래와 같이 분파가 많이 발생한다. 문광공파(文匡公派), 태복경파(太僕卿派), 총제공파(摠制公派)로 갈라지고, 다시 문광공파에서 죽산군파(竹山君派) 박문보, 문충공파(文忠公派), 판서파(判書派) 박순, 제학파(提學派), 충현공파(忠顯公派) 등 5파로 나뉜다.
죽산박씨 충질공파忠質公派 박서(朴犀)의 현손(자) 박혁충(충질공파 朴奕忠)이 고려조정(朝廷)에서 이조전서(吏曹典書)와 한림원시강(翰林院侍講). 태자첨사(太子詹事)를 지냈고, 박서(朴犀박서장군)의 행장(行狀)과 사적(事蹟)을 갖추어 고려 왕궁 조정(朝廷)에 제출하여 그 공적이 높이 평가되자 박서(朴犀)가 평장사(平章事)에 추증되고 철성백(鐵城伯,철성은 현재 경남 고성)에 추봉되었으며, 박혁충(奕忠)에게도 철성(鐵城고성)을 세습(世襲)하게 하여 철성부원군(鐵城府院君)에 봉하게 되자 후손들이 호국영웅 박서(朴犀)장군 을 중시조(中始祖)로 하여 고성(철성)박씨(固城朴氏) 및 음성박씨(陰城朴氏)가 죽산박씨 충질공파忠質公派(박정유)에서 분적 하였다. 박서(朴犀)는 죽산박씨 충질공파忠質公派로 왕궁에서 왕이 철성백(鐵城伯)에 추봉하므로 가문에서는 박서에서 철성백파鐵城伯派로 분파시키고 박서 후손들은 박서를 중심으로.
박서의 아들 박채의 후손에게는 음성을 식읍으로 하사함으로써 음성박씨(陰城朴氏)가 철성백鐵城伯파(박서 장군)에서 분적하였다. 후에 고성(철성)박씨는 1839년(헌종임금5년) 왕궁 조정(朝廷)에 정문(呈文)하여 본관 복구관 윤허(允許)가 되어 다시 죽산박씨로 복구관(復舊貫) 되었다.
그러나, 현재, 가족관계부(호적)에는 신라 말기와 고려 초기 때 그대로의 본관 죽산박씨(충질공파)로 있는 사람도 있고, 죽산박씨로 복구관 하지 않아서 죽산박씨에서 분관된 고성박씨 음성박씨 철성박씨를 본관으로 하는 사람도 있다.
- 충질공파忠質公派 (박정유) 박정유
  - 철성백파(鐵城伯派) - 박서(고성박씨,철성박씨,음성박씨) 호국영웅 박서 장군
- 소경공파少卿公派 (박정혁)
  - 문광공파(文匡公派) - 박전지
    - 직제학공파(直提學公派) - 박익
    - 대사헌공파大司宪公派 ~박중의(仲宜)
    - 문헌공파(文憲公派) - 박원형
    - 문정공파(文靖公派) - 박원정
    - 전서공파(典書公派) - 박언
    - 판관공파(判官公派) - 박인
    - 정랑공파(正郞公派) - 박첨
    - 사정공파(司正公派) - 박도
    - 교하공파(交河公派) - 박도
    - 직장공파(直長公派) - 박조
    - 별장공파(別將公派) - 박문질
    - 제학공파(提學公派) - 박승수
    - 충현공파(忠顯公派) - 박문수

  - 태복경파(太僕卿派) - 박의지
    - 목사공파(牧使公派) - 박현공
    - 총제공파(摠制公派) - 박덕공

  - 찬성공파(贊成公派) - 박훤
    - 찬성공파(贊成公派) - 박계형

### 죽산 박씨에서 분파된 본관

#### 고성(철성) 박씨
- 고성(철성) 박씨
- 죽산박씨(竹山朴氏중시조:박기오)후손 → 죽산박씨 충질공파忠質公派(충질공파조:박정유)후손 → 죽산박씨 철성백파鐵城伯派(박서朴犀) →
- 박서朴犀 가족 관계
- 증조 - 박정유(朴挺蕤, 1089년 ~ 1145년)[1]: 추밀원부사(樞密院副使)·전중감(殿中監)·태자 빈객(賓客,왕의 아들을 가르치는 스승), 시호 충질공(忠質公) = 죽산박씨 충질공파 파조
  - 조부 - 박육화(朴育和)[1]: 지문하성사(知門下省事)·형부상서(刑部尙書)
    - 아버지 - 박인석(朴仁碩, 1144년 ~ 1212년)[1]: 호부상서(戶部尙書)
    - 어머니 - 추밀원사(樞密院使)·이부상서(吏部尙書)·한림학사승지(翰林學士丞旨) 김천(金闡)의 딸[1]
      - 아들 - 박이온(朴李溫)[2][3]
      - 아들 - 박실朴實 (첨사공,문하시중門下侍中,국무총리)[4]
      - 손자 - 박자안 (복야공,좌복야,우복야,조선시대 좌의정 우의정, 부총리)[4]
      - 증손 - 박빈朴彬 (첨사공,문하시중門下侍中,국무총리)[4]
      - 현손 - 박혁충朴奕忠 (이조전서吏曹典書,한림원시강翰林院侍講,태자첨사太子詹事,철성부원군,국가공신)[4]

한림원시강翰林院侍講: 왕(임금) 또는 동궁(태자,세자)의 앞에서 글을 강의함. 문종 30년(1076). 동궁관東宮官의 .【태자빈객[賓客], 태자첨사[詹事]】녹봉을 다음과 같이 정했다. 300석
- 박빈(朴彬): 고려(高麗) 때 문하시중(門下侍中)을 역임하였다. 문하시중은 현재 국무총리이다. 박빈朴彬은 박씨 시조(박혁거세)의 29세손인 신라 경명왕 8대군 중 넷째 아들 죽성대군(박언립)의 13세손이며 박서朴犀장군의 증손자이다. 그의 증조부(증조할아버지)인 박서는 고려 고종 때 귀주병마사 겸 문하평장사로 1231년(고종 18) 몽고군이 침입할 때 귀주전투 싸움에서 국난극복 공을 세워 철성백에 봉해졌다.
- 박서장군이 임금의 왕명(몽골과 전쟁을 멈추고 몽골에 항복할 것)을 거역하다.

몽골(몽고군)의 국가위협이 사라진 후에 임금이 박서장군 국난공적을 철성백 봉하여 죽산박씨(충질공파) 박서장군 후손은 왕명에 의하여 고성(철성)박씨 음성박씨로 분파하게 되었다. 세월이 흐른 후 고성박씨 음성박씨 일부가 임금에게 청원하여 다시 죽산박씨(충질공파)로 본관이 복구관 되었다
박빈朴彬의 손자인 경렬공敬烈公 박보로朴普老(박보노)는 우왕禑王 때 서북면 상원수에 재직중 수차례에 걸쳐 왜구를 격파하고 문하평리門下評理, 서북면 도체찰사西北面都體察使를 역임했다. 찬성사(贊成事) 양백연(楊伯淵)이 시중(侍中)을 죽이고 스스로 시중이 되려고 한다는 것으로 옥사()가 일어났는데, 이 때 최영(崔瑩)과 함께 그 일을 맡아 귀양갔던 양백연을 죽이고 그 여당을 죽이거나 귀양보내었다. 시호는 경렬(敬烈)이다. 1380(우왕6)졸 하였다. 『고려사(高麗史)』 『고려사절요(高麗史節要)』기록.

#### 음성 박씨
- 음성 박씨

죽산박씨(竹山朴氏중시조:박기오)후손 → 죽산박씨 충질공파忠質公派(충질공파조:박정유)후손 → 죽산박씨 철성백파鐵城伯派(박서) →

#### 음성박씨와 고성(철성)박씨
죽산박씨인 박서朴犀의 공이 사후에 인정받게 되었는데 이때 이미 현손까지 가계가 이어진 상황이라 박서朴犀의 아들 중 한명인 박재의 후손들은 박서朴犀의 공에 의해 식읍받은 땅 중 음성을 받아서 음성박씨로 분파하였고 박서의 아들인 박실의 후손들은 고성(철성)을 받아 고성(철성鐵城)박씨로 분파하였다. 고성(철성)박씨는 1839년(헌종5)때에 조정(朝廷)에 정문(呈文)하여 왕이 윤허(允許)하여 다시 죽산박씨로 복구관(復舊貫) 되었는데, 일부는 고성(철성)박씨 그대로 호적에 본관을 유지하고 있는 가정도 있다. 고성(철성)박씨는 죽산박씨 충질공파(박정유)후손이므로 죽산박씨 충질공파 족보에 합본되어 출판되고 있다. 음성박씨도 죽산박씨 충질공파(박정유) 후손이므로 족보 합본을 협의하고 있다.
죽산박씨 후손에서 본관(고성박,철성박,음성박)이 많이 발생하는 것은 고려의 명장 죽산(竹山=竹州죽주)박씨 박서朴犀장군이 강감찬 서희 권율 이순신 같은 국난극복 영웅이므로 그 시대 왕이 박서朴犀장군 및 후손에게 음성백, 철성(고성)백 봉직의 관직을 하사 하므로 죽산박씨 충질공파 일부가 음성백파 철성백파 고성백파로 분파되어 죽산박씨에서 일부가 본관이 음성박씨 철성(고성)박씨 로 분관하게 되었다. 박서朴犀 장군은 전쟁기념관 ‘8월의 호국영웅’ 박서 장군 선정 클릭
죽산박씨 인구통계 통계청 2000년 통계
죽산(옛날,죽주)박씨(53,489명), 음성박씨(7094), 고성박씨(3911), 철성박씨(4),..,. 65,756명
- 죽성대군(竹成大君) 교훈(敎訓) - 죽산박씨 시조경명왕 넷째아들 죽성대군 박언립 이내린 교훈이다.

명철(明哲). 청백(淸白). 강인(强靭). 능동(能動). 웅비(雄飛)

## 인물
- 박서 - 철성백, 고려 고종 때의 무신으로 살리타가 이끈 몽골군을 격파하였다. 국가 호국영웅
- 박전지 - 전법판서 박휘 아들, 문광공파의 파조, 고려 충숙왕 때 수첨의찬성사
- 박문보 - 죽산군, 고려말 정당문학으로 죽산군에 봉해짐
- 박원형 - 연성부원군(이시애 난 평정,우의정,좌의정,영의정.좌익공신).조선 예종 때 영의정
- 박명현 - 연창군, 조선 정유재란 때 토포사, 충청도방어사, 전라도병마절도사, 공을 세워 공신에 책록되고, 연창군에 봉해짐
- 박홍구 - 초명은 박홍로(朴弘老). 인조반정, 조선 광해군 때 우의정,좌의정
- 박신룡 - 조선 정묘호란 때 용만전투에서 순절
- 박주현 - 조선 고종 때 사간원 정언, 헌납, 사헌부 지평, 장령
- 박철수 - 한국 영화계에서 실험적이고 독립적인 작품 세계로 주목받은 감독. 여성의 심리와 사회적 이슈를 깊이 있게 탐구하며, 대중성과 예술성을 넘나드는 다양한 장르의 영화를 연출함

## 집성촌
- 경남 고성군 하이면
- 경남 남해군 이동면 무림리
- 전북 남원시 수지면 호곡리
- 경기도 용인시 처인구 백암면 옥산리
- 강원도 홍천군 서면 대곡리
- 황해도 연백군 괘궁면 도성리
- 평북 선천군 남면 삼봉동
- 경북 청도군 원정동
- 경남 합천군 쌍백면
- 경기 부천 역곡

## 항렬자
| 32세   | 33세     | 34세   | 35세     | 36세   | 37세              | 38세          | 39세                       | 40세          | 41세                       | 42세   | 43세     | 44세   | 45세     | 46세   |
| ------ | -------- | ------ | -------- | ------ | ----------------- | ------------- | -------------------------- | ------------- | -------------------------- | ------ | -------- | ------ | -------- | ------ |
| 영(永) | 口식(植) | 환(煥) | 口기(基) | 진(鎭) | 口구(求) 口홍(洪) | 병(秉) 영(榮) | 口열(烈) 口훈(勳) 口환(煥) | 재(在) 균(均) | 口호(鎬) 口종(鍾) 口옥(鈺) | 홍(洪) | 口수(秀) | 병(炳) | 口규(圭) | 용(鎔) |